# Майяуель

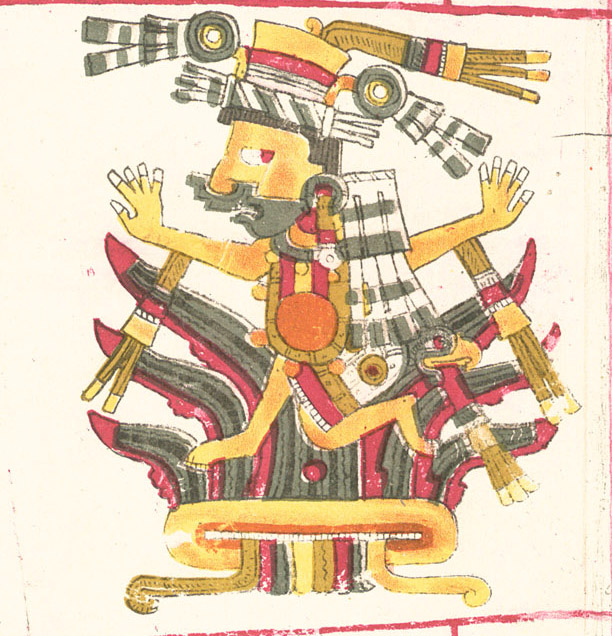

Майяуель (Mayáhuel) — одна з богинь родючості, богиня агави-магей, п'янкого напою очтлі в ацтекській міфології, а також деяких інших народів Месоамерики. Її ім'я перекладається «Та, що оточує магей». Є покровителькою 8 дня (Кролика), 8 трецени (1 Трава — 13 Ящірка) священного календаря.

## Опис
Описується як молода жінка синього кольору (на забарвлення листя агави) з 400 грудьми, що нагадують плоди агави. На її обличчі жовті плями. У носі є нефритове кільце. На руці носить подвійну мотузку, лебідку. В другій — глиняний горщик.

## Міфи
Вважається, що прототипом була реальна жінка Майяуель, яка одного разу побачила на полі кроля, що пустував і абсолютно не боявся людини. Придивившись, селянка виявила, що миша кусає листя агави. Майяуель принесла листя додому і зробила з їхнього соку хмільний напій. За винахід пульке Майяуель після смерті обожествили.
Була шанованою богинею, оскільки ацтеки дуже шанували агави, яку вживали в їжу, колючки застосовували у ритуальних цілях, публічних церемоніях та медицині, у ремеслах. ЇЇ чоловіком за різними міфами був Шочипіллі, або Патекатль, чи коханкою бога Еекатля. Є матір'ю Кенцон Тоточтін та бога очтлі Ометочтлі.
З нею пов'язаний міф з появою агави і отриманням пульке. Боги людині дали насіння, яке забезпечувало їжею, але в  житті було мало задоволень і радості. Тому боги вирішили, що треба знайти засіб, що змушує людей співати і танцювати. Кетцалькоатль подумав, що п'янкий напій скрасить життя людини, і згадав про Майяуель, юну і прекрасну богиню агави, яка жила на небі зі своєю бабусею демоном-ціцімітль у Будинку Сонця. Збудивши сплячу Майяуель, Кетцалькоатль умовив дівчину спуститися разом з ним на землю. Внизу вони з'єдналися у вигляді великого роздвоєного дерева — Кетцалькоатль став однією з його гілок, а Майяуель — другою. Прокинувшись і виявивши зникнення Майяуель, її бабуся розлютилася і звернулася до інших зоряних демонів темряви, щоб ті допомогли знайти заблудлу внучку. Розлючені ціціміме спрямувалися з небес до дерева, в якому ховалися Кетцалькоатль і Майяуель. При їх наближенні дерево розкололося на дві частини, і його гілки впали на землю. Бабуся ціцімітль впізнала гілку, на яку перетворилася Майяуель, в люті розірвала її на частини і кинула іншим демонам, які жадібно поглинули шматки її внучки. Гілка, в яку перетворився Кетцалькоатль, залишилася цілою і неушкодженою. Після того як ціціміме повернулися на небо, Кетцалькоатль прийняв колишній вигляд. Убитий горем, він зібрав обгризені кістки Майяуель і закопав у землю, а з цієї могили виросла перша агава, чудесне джерело очтлі (пульке).
Вважалося, що тому, хто народився у день Майяуель, не щастило в житті.

## Культ
На честь цієї богині було названо вино з меду магея (агави), яке виробляли міштеки. Її завжди згадували під час свят та завершення збирання врожаю.